# Civitate Wratislaviensis Donatus
Civitate Wratislaviensis Donatus, w dokumentach spotyka się również Civitate Wratislaviensi Donatus (łac. darowany społeczeństwu Wrocławia) – tytuł honorowego obywatela Wrocławia, ustanowiony w roku 1993 przez Radę Miejską Wrocławia i przyznawany corocznie.

## Historia

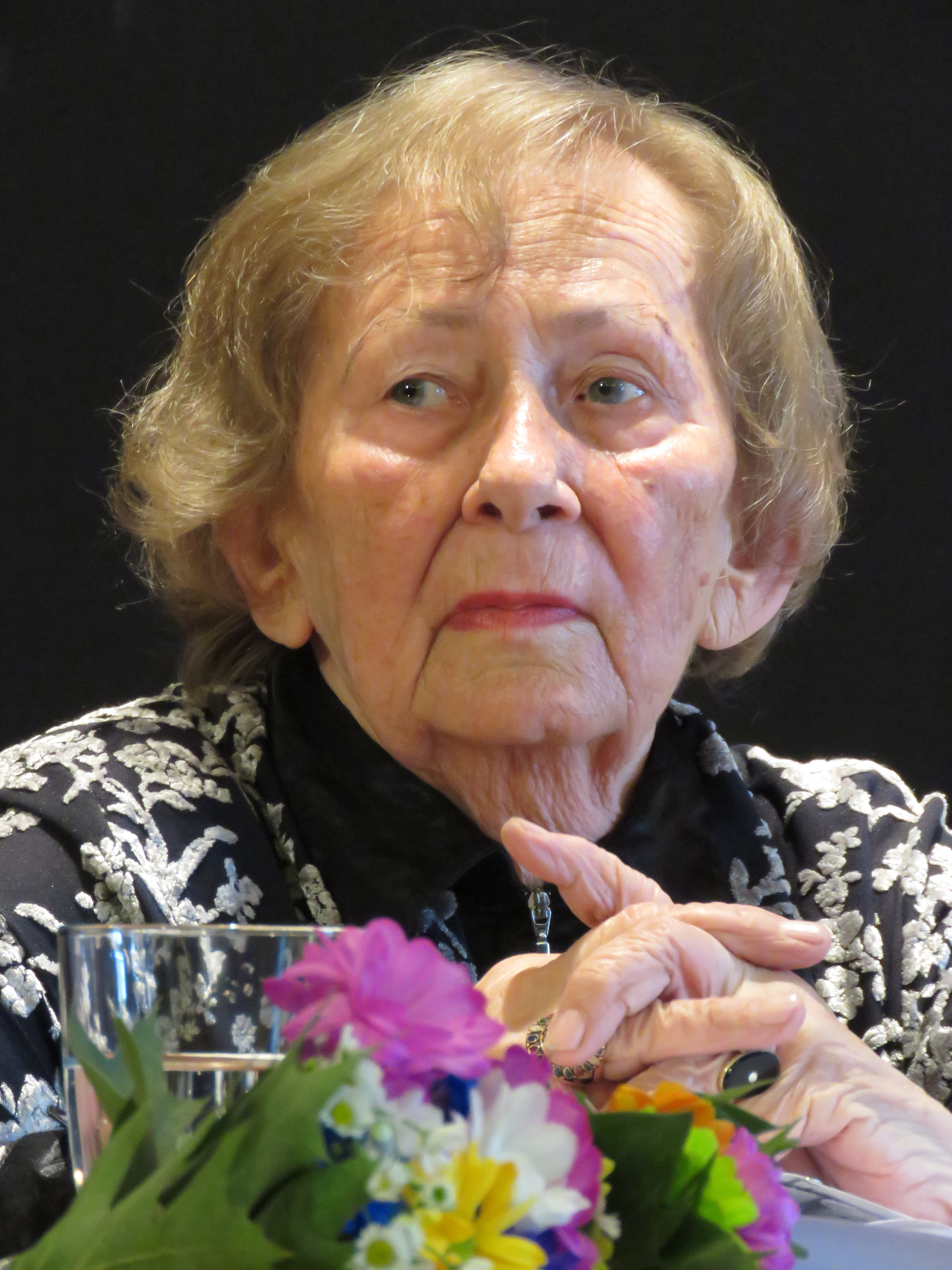
Urszula Kozioł, pierwsza kobieta odznaczona honorowym obywatelstwem Wrocławia

Pierwszy tytuł zasłużonego dla miasta przyznano 13 czerwca 1870 roku i od tego czasu przyznano go 70 razy. Pierwszym laureatem był Karl Ludwig August Freiherr von Ende, starosta wałbrzyskiej policji, a następnie prezydent policji wrocławskiej w okresie 1862–1870. W okresie 1870–1945 przyznano go 31 razy, zarówno za zasługi dla miasta, jak i ze względów czysto politycznych, zwłaszcza w okresie III Rzeszy. Tradycję przyznawania honorowych obywatelstw miasta wznowiono w okresie PRL.
Do tradycji wrócono w roku 1993, kiedy to Rada Miejska Wrocławia ustanowiła nagrodę Civitate Wratislaviensi Donatus. Nazwę wprowadzono, by odciąć się od przeszłości. Kandydata do nagrody ma prawo zgłosić każdy, przez komisję rady Miejskiej lub klubów radnych, jednak końcowego wyboru dokonuje Rada Miejska Wrocławia. Tytuły wręcza się na uroczystej sesji 24 czerwca każdego roku z okazji święta miasta. Jedynym rokiem, w którym tytułu nie przyznano, był 1999. Pierwszym laureatem nagrody został profesor Alfred Jahn, rektor Uniwersytetu Wrocławskiego w latach 1962–1968.
20 listopada 2020 Rada Miejska Wrocławia przegłosowała odebranie kardynałowi Henrykowi Gulbinowiczowi tytułu „Civitate Wratislaviensis Donatus”. Było to pierwsze odebranie tego tytułu w historii tej nagrody. Decyzja była efektem domniemanych zachowań pedofilnych i molestowania seksualnego przez duchownego.
Odznaczenia przyznawano również pośmiertnie. Po raz pierwszy uczyniono to 24 czerwca 2010 roku, przyznając tytuł ofiarom katastrofy smoleńskiej: Jerzemu Szmajdzińskiemu, Władysławowi Stasiakowi i Aleksandrze Natalli-Świat. Wszyscy troje byli związani z Wrocławiem.

## Wyróżnieni
| Rok  | Laureat                   | Zdjęcie | Charakter działalności | Uwagi                                        |
| ---- | ------------------------- | ------- | --- | -------------------------------------------- |
| 1993 | Alfred Jahn               |         | Rektor Uniwersytetu Wrocławskiego |                                              |
| 1994 | Tadeusz Różewicz          |         | Poeta, dramaturg |                                              |
| 1995 | Henryk Tomaszewski        |         | Choreograf, reżyser teatralny, pedagog, założyciel i dyrektor Wrocławskiego Teatru Pantomimy                                                                 |                                              |
| 1996 | Henryk Gulbinowicz        |         | Duchowny rzymskokatolicki, arcybiskup metropolita wrocławski                                                                                                 | tytuł odebrany decyzją rady miejskiej z 2020 |
| 1997 | Jan Paweł II              |         | Papież |                                              |
| 1998 | Jerzy Grotowski           |         | Reżyser teatralny, teoretyk teatru |                                              |
| 1999 |                           |         | | tytułu nie przyznano                         |
| 2000 | Jan Nowak-Jeziorański     |         | Żołnierz AK, działacz emigracyjny, dyrektor Radia Wolna Europa                                                                                               |                                              |
| 2001 | Václav Havel              |         | Czeski dysydent, następnie prezydent Czech |                                              |
| 2002 | Norman Davies             |         | Brytyjski historyk, autor książek o historii Polski i Wrocławia                                                                                              |                                              |
| 2003 | Andrzej Wajda             |         | Reżyser filmowy, zdobywca Oscara za całokształt twórczości                                                                                                   |                                              |
| 2004 | Władysław Bartoszewski    |         | Działacz Polskiego Państwa Podziemnego, polityk, historyk, publicysta                                                                                        |                                              |
| 2005 | Lech Wałęsa               |         | Polski polityk, laureat nagrody Nobla, prezydent Polski |                                              |
| 2006 | Sylwester Chęciński       |         | Reżyser filmowy, reżyser trylogii Sami swoi |                                              |
| 2007 | Kurt Masur                |         | Niemiecki dyrygent |                                              |
| 2008 | Dalajlama XIV             |         | Duchowy i polityczny przywódca narodu tybetańskiego, laureat Pokojowej Nagrody Nobla                                                                         |                                              |
| 2009 | Urszula Kozioł            |         | Poetka, pisarka, autorka felietonów i utworów dramatycznych dla dzieci i dorosłych                                                                           |                                              |
| 2010 | Aleksandra Natalli-Świat  |         | Polska polityczka, ofiara katastrofy w Smoleńsku | pośmiertnie                                  |
| 2010 | Jerzy Szmajdziński        |         | Polski polityk, ofiara katastrofy w Smoleńsku | pośmiertnie                                  |
| 2010 | Władysław Stasiak         |         | Polityk, minister, ofiara katastrofy w Smoleńsku | pośmiertnie                                  |
| 2011 | Władysław Frasyniuk       |         | Związkowiec, przedsiębiorca i polityk, działacz opozycji demokratycznej i więzień polityczny w PRL                                                           |                                              |
| 2012 | Eugeniusz Get-Stankiewicz |         | Artysta grafik i rzeźbiarz | pośmiertnie                                  |
| 2013 | Bogdan Zdrojewski         |         | Polityk, prezydent Wrocławia |                                              |
| 2014 | Jan Miodek                |         | Profesor językoznawstwa |                                              |
| 2015 | Stanisław Orzechowski     |         | Duchowny rzymskokatolicki, duszpasterz diecezji wrocławskiej                                                                                                 |                                              |
| 2015 | Ludwik Wiśniewski         |         | Duchowny rzymskokatolicki, duszpasterz akademicki |                                              |
| 2016 | Kornel Morawiecki         |         | Działacz opozycji demokratycznej, twórca Solidarności Walczącej                                                                                              |                                              |
| 2016 | Adolf Juzwenko            |         | Historyk, dyrektor Ossolineum |                                              |
| 2016 | Karol Modzelewski         |         | Działacz opozycji demokratycznej |                                              |
| 2017 | Bente Kahan               |         | Norweska piosenkarka, aktorka, dramatopisarka, związana z Wrocławiem                                                                                         |                                              |
| 2017 | Włodzimierz Jarmundowicz  |         | Lekarz neurochirurg, twórca pionierskich metod leczenia |                                              |
| 2017 | Jerzy Kapłański           |         | Artysta malarz |                                              |
| 2018 | Stanisław Kulczyński      |         | Botanik i polityk | pośmiertnie                                  |
| 2018 | Jerzy Woźniak             |         | Polski żołnierz i lekarz, więzień polityczny PRL | pośmiertnie                                  |
| 2019 | Olga Tokarczuk            |         | Pisarka, laureatka literackiej nagrody Nobla |                                              |
| 2020 | Maciej Łagiewski          |         | Historyk i działacz kulturalny, dyrektor Muzeum Historycznego i Muzeum Miejskiego Wrocławia                                                                  |                                              |
| 2021 | Renata Mauer-Różańska     |         | Strzelczyni, multimedalistka olimpijska, działaczka samorządowa                                                                                              |                                              |
| 2022 | Alicja Chybicka           |         | Lekarka, polityczka, posłanka na Sejm |                                              |
| 2023 | Marek Krajewski           |         | Pisarz i filolog klasyczny, specjalista w zakresie językoznawstwa łacińskiego, autor powieści kryminalnych, których akcja odbywa się w przedwojennym Breslau |                                              |
| 2024 | Barbara Labuda            |         | romanistka, nauczycielka, bojowniczka o demokrację |                                              |

|}